# Levante UD
Levante Unión Deportiva (také známý jako Llevant Unió Esportiva) je fotbalový tým z Valencie, v sezóně 2018/19 hrající nejvyšší soutěž ve Španělsku – Primera División. Klub byl založen v roce 1909 jako rezervní tým pro Valencia CF.
Klubovými barvami jsou červená a modrá, podobně jako u FC Barcelona. Domácí zápasy hraje Levante UD na Ciudad de Valencia ve městě Valencie. V 80. letech odehrála v tomto klubu jednu sezónu i nizozemská fotbalová superstar Johan Cruijff.
Největším úspěchem tohoto východošpanělského klubu je vítězství v národním poháru Copa del Rey z roku 1937.

## Trofeje
- Copa del Rey – 1× vítěz (1937)